# Robert Schneider (escritor)
Robert Schneider (16 de junho de 1961) é um escritor austríaco, que publicou romances como Schlafes Bruder (Irmão do sono), textos para teatro e poesia. Suas obras foram traduzidas para muitos idiomas. Schlafes Bruder tornou-se a base de um filme, um balé, uma ópera e várias peças, e recebeu prêmios internacionais. Schneider desistiu de escrever em 2007 por problemas pessoais.

## Carreira
Nascido em Bregenz, Vorarlberg, Áustria, Schneider foi adotado aos dois anos de idade por um casal de camponeses e cresceu no vilarejo de Meschach perto de Götzis, onde ainda vive como escritor freelancer.  Ele estudou composição, ciências teatrais e história da arte em Viena de 1981 a 1986. Interrompeu os estudos para se tornar escritor, ganhando a vida trabalhando como guia turístico e organista.  Ele recebeu várias bolsas de estudos para literatura.
Seu primeiro romance, Schlafes Bruder (Irmão do sono), foi rejeitado por 24 editoras e finalmente apareceu em 1992 pela Reclam em Leipzig. O livro, que conta a história fictícia do músico Johannes Elias Alder, tornou-se um sucesso internacional, foi traduzido para várias línguas e passou a fazer parte dos cânones escolares. Uma versão cinematográfica foi feita em 1995, dirigida por Joseph Vilsmaier, que serviu de base para um balé no Pfalztheater em Kaiserslautern, uma ópera de Herbert Willi e várias peças.
O segundo romance de Schneider, Die Luftgängerin, apareceu em 1998, lidando com a ascensão e queda da cidade fictícia de Jakobsroth no vale do Reno. A obra recebeu críticas contundentes. Schneider concebeu os romances como parte de uma trilogia, Rheintalische Trilogie (Trilogia do Vale do Reno). Ele completou a trilogia com Die Unberührten, publicado em 2000. Baseado em acontecimentos históricos, conta a história de duas crianças camponesas que são enviadas para os Estados Unidos durante a Grande Depressão .  Schneider morou nos Estados Unidos por um tempo para pesquisar lá.  Seu romance  de conta a história de Jan Beukels (João de Leiden), um anabatista que liderou a rebelião de Münster . Schneider romance de 2007 Die Offenbarung [de] ( A Revelação ) trata da descoberta de uma partitura de Bach, que arruína a vida do sortudo musicólogo de Naumburg .
Schneider nomeou a narrativa tradicional austríaca até 1945 como base para seu trabalho. Ele se recusa a comentar seus livros, dizendo: "Alles, was ein Schriftsteller über seine Bücher sagt, kann nur verstören. Sie müssen ihren Weg ohne ihn gehen" (Tudo o que um autor pode dizer sobre seus livros só pode perturbar. Eles têm que seguir seu caminho sem ele). Em entrevista em 2014, ele disse que os livros são mídias do século XIX que não funcionam mais.

## Prêmios
Schneider recebeu várias bolsas e prêmios, incluindo:
- 1990: Landespreis für Volkstheaterstücke [de], para Traum und Trauer des jungen H.
- 1993: Prêmio do Potsdamer Theatretage, por Dreck – Über die Angst vor dem Fremden
- 1993: Alemannischer Literaturpreis[4]
- 1993: Bolsa Robert Musil de Viena
- 1994: Prêmio de Literatura do Festival de Páscoa de Salzburgo
- 1994: Prix Médicis Étranger
- 1994: Prêmio Grinzane Cavour
- 1994: Civis Media Prize, prêmio de reprodução de áudio do WDR
- 1995: Marieluise-Fleißer-Preis
- 1995: Premio Itas del Libro di Montagna (Trento)
- 2008: Phantastik-Preis der Stadt Wetzlar, para Die Offenbarung

## Trabalhar

### romances

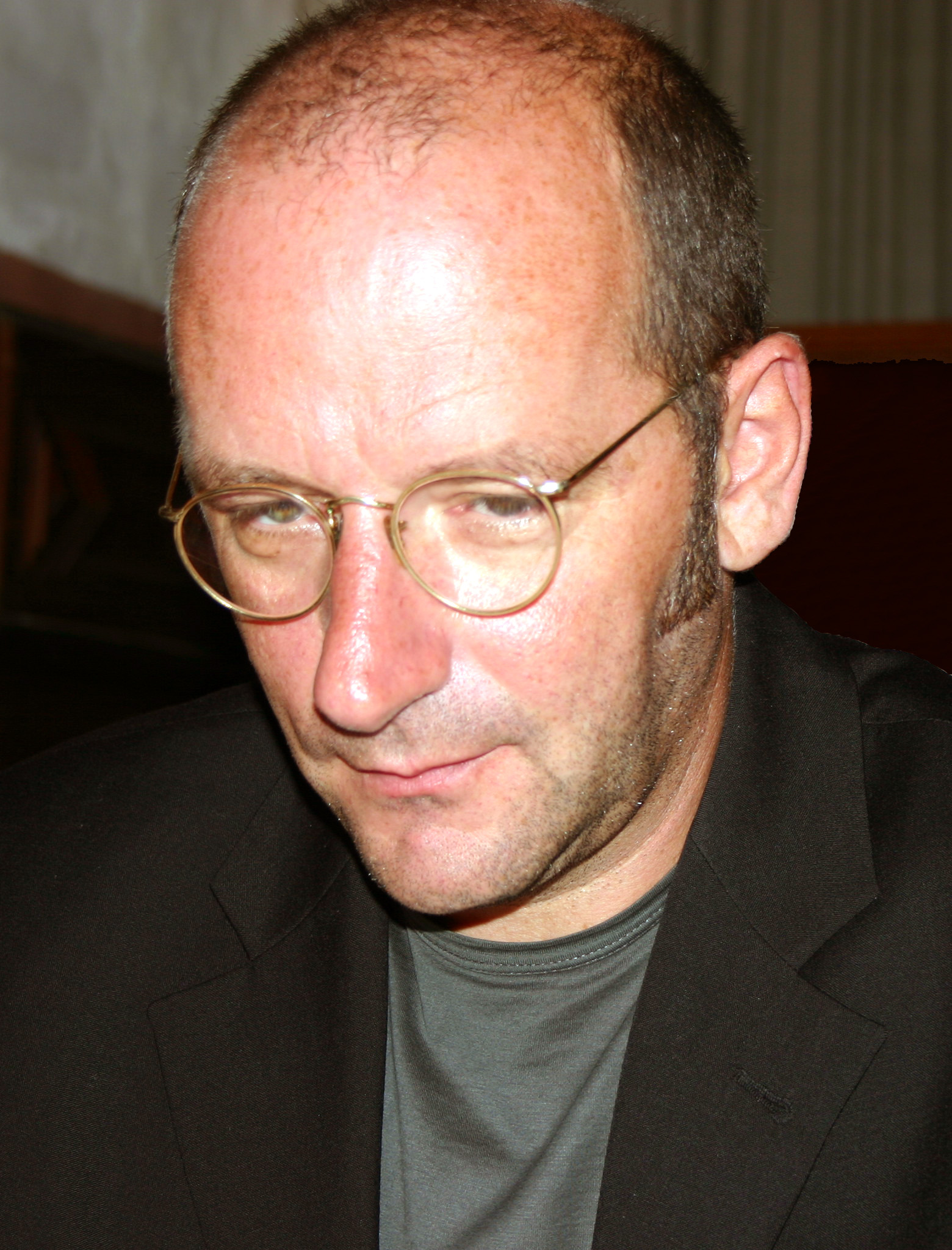
Schneider lendo Kristus em Büdingen, 2004

- Schlafes Bruder . Reclam, Leipzig 1992,ISBN 3-379-01518-0 .
- Die Luftgängerin [de] . Karl Blessing [de], Munique 1998,ISBN 3-442-72578-X .
- Die Unberührten [de] . Albrecht Knaus Verlag, Munique 2000,ISBN 3-8135-0161-2 .
- Der Papst und das Mädchen [de] . Novela. Reclam, Leipzig 2001,ISBN 3-379-00781-1 .
- Schatten . Reclam, Leipzig 2002,ISBN 3-379-00792-7 .
- Kristus [de] . Aufbau-Verlag, Berlim 2004,ISBN 3-351-03013-4 .
- Die Offenbarung [de] . Aufbau-Verlag, Berlim 2007,ISBN 978-3-351-03212-8 .

### Drama
- Der falsche Prinz, comédia após o conto de fadas de Wilhelm Hauff, 1983[5]
- Hitler mein. Eine Liebesrede , estreia: 1989, Götzis, Alte Krone[5]
- Dreck. Monolog über die Angst vor dem Fremden , estreia: 1993, Teatro Thalia (Hamburgo)[5]
- Traum und Trauer des jungen H., estréia: 1993, Schauspiel Hannover[5]
- Alte Tage, comédia, estréia: 1994, Götzis, Am Bach[5]
- Komödie vom deutschen Heimweh, estreia: 1999, Schauspielhaus Zürich[5]

### Poesia
- Gegengebet . 1992, Bibliothek der Provinz [de], Weitra 1995.
- acht preisungen . 2005, Mitteldeutscher Verlag [de], Halle (Saale) 2006.